# 加藤博一
加藤 博一（かとう ひろかず、1951年10月9日 - 2008年1月21日）は、佐賀県多久市（旧・小城郡）出身のプロ野球選手（外野手、右投両打）、野球解説者、タレント。

## 経歴

### プロ入り前
多久工業高時代は足の速さを買われ、地元の駅伝大会に陸上部の助っ人として出場した事がある。打撃練習時には隣接する多久警察署（現在の小城警察署多久幹部派出所）に打球が何度も飛んでいったためにネットが増設され、通称「加藤ネット」といわれた。高校の2年後輩に、マラソン選手で現在は天満屋陸上競技部監督を務める武冨豊や、大相撲幕内力士の天ノ山静雄がいた。
国士舘大学や社会人野球チームからも勧誘されていたが、1969年に西鉄ライオンズへドラフト外で入団。

### プロ入り後
伊藤光四郎二軍打撃コーチに「お前のバッティングでは飯が食えん、左で打て!」と言われ、スイッチヒッターに転向。自分の物にするために日常でも左利きの人のように左手を使うなど必死に努力した。後に加藤はこの頃を振り返り、「右手にスプーンでカレーライス、左手に箸でラーメンを同時に食べられるようになった」と語っている。また、当時の給料は5万円であったため、オフシーズンになると靴の配送・飲食店の厨房・鮮魚店勤務などアルバイトをして生計を立てた。
1974年には打率.359でウエスタン・リーグの首位打者となったが一軍出場は1972年の3試合にとどまり、6年間でわずか1打席しかチャンスを貰えなかった。
1976年に鈴木照雄・五月女豊（後述する大洋時代に同僚となる。）との2対2の交換トレードで片岡新之介と共に阪神タイガースへ移籍。西鉄時代はファームに甘んじていたが、ファームの阪神戦（甲子園球場）での活躍を見た吉田義男監督が獲得に動いた。移籍後も二軍暮らしが続いたが、1976年・1977年と2年連続でウエスタン・リーグの盗塁王を獲得した。 
1979年に就任したドン・ブレイザー監督にそのガッツを買われ、8月末からは中堅手、二塁手を兼ねてチャンスメーカーとして、阪神と因縁のある江川卓に強い男として売り出し、プロ入り後の初本塁打も甲子園初登板の江川から打った。「つちのこバット」を使用するようになり、36試合に先発出場した。
1980年は開幕からレギュラーに定着し、初の規定打席に到達、打率.314（リーグ5位）を記録した。1980年も含めて江川から3本の本塁打を放っている。高橋慶彦（広島）と盗塁王争いを演じ、阪神から1956年（吉田義男）以来の盗塁王誕生かと思われたが高橋の38盗塁に及ばず、34盗塁でタイトルを逃した（阪神の盗塁王は、その後世紀を超えて赤星憲広が出現するまで誕生しなかった。当時の甲子園の土は、盗塁に不利と言われていた。）。
1981年は岡田彰布が二塁手に定着、左翼手に回る。5月から故障もあって欠場するが、8月には先発に復帰した。同年オフのファン感謝デーでは、福間納や似鳥功（打撃投手）と共にイモ欽トリオの形態模写を披露し、阪神ファンの人気を獲得した。
1982年は北村照文の成長、キム・アレン、グレッグ・ジョンストンの入団もあって出場機会が減少する。
1983年に野村収との交換トレードで横浜大洋ホエールズへ移籍した。移籍は、当時の安藤統男監督からゴルフ場で告げられたという。「ダメでも、いずれ阪神に戻す」と言われたが、「その時にはもう（安藤が）監督でないかもしれないからその保証はないでしょう」と反論した。
1984年5月から2番打者に定着。
1985年には近藤貞雄監督の下、高木豊、屋鋪要と「スーパーカートリオ」を結成して売り出され、3人で3ケタの148盗塁を記録した。個人では48盗塁、リーグ最多の39犠打を記録し、2度目の規定打席（リーグ26位、打率.280）に到達する。
1986年には規定打席には届かなかったが打率.317を記録、17年目で初のオールスター出場を果たす。この頃に左打ち一本に絞ったが、その後は出場機会が減少。
1990年に引退を決意する。引退試合は10月13日の広島戦（横浜）で行われた。自身は8回裏に代打で登場。佐々岡真司と対戦したが、空振り三振に終わった。9回表はそのまま右翼の守備に就いた。試合後、チームメイトからは胴上げされた。21年間の現役生活を送ったが、所属したチームの成績に恵まれず現役時代にリーグ優勝を一度も経験できなかった。大洋時代のチームメイトであった高木や、加藤が所属した3球団全てでチームメイトだった若菜嘉晴も同じ境遇を味わっている（若菜は引退後、ダイエーのコーチ時代に優勝を初経験している。）。加藤はタイトル獲得こそは無かったが、その明るくひょうきんなキャラクターでファンや選手に親しまれた。大洋時代の打席での応援歌は「蒲田行進曲」。加藤が代打に告げられた際には、スタンドから「ひろかずコール」がなされた。加藤は、スタンドのファンがきっちり3回コールするのを待って打席に入っていた。

### 現役引退後
タレント・キャスターに転身し、そして1991年から2008年までは、フジテレビの野球解説者を務めた。
2006年に肺癌と診断されてからは治療のため入退院を繰り返した。
2007年2月には左肺を摘出したものの、一旦は回復して『すぽると!』や『CSプロ野球ニュース』などで再び解説者・タレントとして活動していたが、再発ならびに左足大腿骨への転移が判明。それから程なく容態が悪化して2008年1月21日午後0時54分に肺癌のため横須賀市の病院で死去。56歳没。法名は釋博仁。
2008年4月12日の横浜対阪神戦（横浜スタジアム）では「加藤博一氏追悼試合」として開催され、試合前に加藤の追悼セレモニーが行われた。セレモニーでは、加藤の家族とスーパーカートリオのメンバー高木、屋鋪がグラウンドで見守る中、レフトスタンドから阪神時代の応援歌が、ライトスタンドからは大洋時代のひろかずコールに続き、応援歌である「蒲田行進曲」が鳴り響いた。試合では、横浜応援団が石井琢朗に対し加藤の応援歌を演奏した。

## 選手としての特徴
俊足巧打の韋駄天。打撃では選球眼が良く、追い込まれてからファールで粘る技術に優れていた。また、小技も巧みであった。走塁では高い盗塁技術を誇った。大洋時代の1985年は、主に2番打者を務め、1番・高木豊、3番・屋鋪要との俊足三人組は「スーパーカートリオ」と呼ばれた。
高木は加藤との思い出を振り返り、「加藤さんにはとても助けられた。盗塁にしても、たくさんフォローしてもらったし。足のスランプで、調子が悪くて盗塁できない時は、加藤さんにヒットエンドランを頼んだりしていた。屋鋪に対しては、打席で粘ってくれたと思う。加藤さんは屋鋪が初球から打ちにいける態勢を作ってくれました」と語っている。屋鋪は「加藤さんは色々な技術を持っていた。打席で犠打の構えをして、捕手と同じ目線で球を見て、バットをサッと引いてパスボールを誘ったり。これぞプロの技だと思いました」と語っている。

## 人物・交友関係
現役時代から陽気なキャラクターで知られており、プロ野球界オフの主役として『プロ野球ニュース』『プロ野球珍プレー・好プレー大賞』などにたびたび登場して人気を集めていた。
大洋時代に同じ阪神のOBである江本孟紀と共演した際に「第2の江本孟紀を目指す」と繰り返し、江本が照れて苦笑する中で阪神時代から旧知の島田紳助に「加藤さんの場合は、江本さんではなく第2の板東（英二）さん!」とツッコミを受けたことがある。また紳助からは「世界の福本（豊）に対し、町内の加藤」とよく言われていた。

## 詳細情報

### 年度別打撃成績
| 年 度      | 球 団      | 試 合 | 打 席 | 打 数 | 得 点 | 安 打 | 二 塁 打 | 三 塁 打 | 本 塁 打 | 塁 打 | 打 点 | 盗 塁 | 盗 塁 死 | 犠 打 | 犠 飛 | 四 球 | 敬 遠 | 死 球 | 三 振 | 併 殺 打 | 打 率 | 出 塁 率 | 長 打 率 | O P S |
| ---------- | ---------- | ----- | ----- | ----- | ----- | ----- | -------- | -------- | -------- | ----- | ----- | ----- | -------- | ----- | ----- | ----- | ----- | ----- | ----- | -------- | ----- | -------- | -------- | ----- |
| 1972       | 西鉄       | 3     | 1     | 1     | 1     | 0     | 0        | 0        | 0        | 0     | 0     | 0     | 1        | 0     | 0     | 0     | 0     | 0     | 0     | 0        | .000  | .000     | .000     | .000  |
| 1976       | 阪神       | 1     | 1     | 1     | 0     | 0     | 0        | 0        | 0        | 0     | 0     | 0     | 0        | 0     | 0     | 0     | 0     | 0     | 0     | 0        | .000  | .000     | .000     | .000  |
| 1977       | 阪神       | 7     | 7     | 6     | 2     | 2     | 0        | 1        | 0        | 4     | 0     | 1     | 0        | 0     | 0     | 1     | 0     | 0     | 2     | 0        | .333  | .429     | .667     | 1.095 |
| 1978       | 阪神       | 31    | 29    | 27    | 7     | 6     | 1        | 0        | 0        | 7     | 1     | 3     | 3        | 0     | 0     | 1     | 0     | 1     | 4     | 0        | .222  | .276     | .259     | .535  |
| 1979       | 阪神       | 91    | 174   | 160   | 37    | 37    | 5        | 2        | 2        | 52    | 7     | 6     | 4        | 2     | 0     | 9     | 0     | 3     | 26    | 3        | .231  | .285     | .325     | .610  |
| 1980       | 阪神       | 112   | 413   | 379   | 63    | 119   | 18       | 3        | 7        | 164   | 21    | 34    | 14       | 7     | 0     | 22    | 0     | 5     | 46    | 2        | .314  | .360     | .433     | .792  |
| 1981       | 阪神       | 57    | 196   | 180   | 22    | 40    | 6        | 3        | 1        | 55    | 4     | 14    | 3        | 3     | 0     | 12    | 0     | 1     | 30    | 6        | .222  | .275     | .306     | .580  |
| 1982       | 阪神       | 60    | 84    | 79    | 10    | 13    | 0        | 0        | 0        | 13    | 1     | 6     | 3        | 0     | 0     | 5     | 0     | 0     | 17    | 1        | .165  | .214     | .165     | .379  |
| 1983       | 大洋       | 80    | 80    | 72    | 13    | 10    | 3        | 1        | 1        | 18    | 2     | 8     | 0        | 2     | 0     | 6     | 0     | 0     | 19    | 0        | .139  | .205     | .250     | .455  |
| 1984       | 大洋       | 109   | 343   | 304   | 39    | 84    | 13       | 1        | 2        | 105   | 25    | 14    | 4        | 17    | 1     | 21    | 0     | 0     | 42    | 3        | .276  | .322     | .345     | .667  |
| 1985       | 大洋       | 129   | 522   | 436   | 63    | 122   | 16       | 5        | 4        | 160   | 35    | 48    | 18       | 39    | 0     | 44    | 0     | 3     | 60    | 6        | .280  | .350     | .367     | .717  |
| 1986       | 大洋       | 75    | 299   | 268   | 33    | 85    | 8        | 5        | 3        | 112   | 30    | 22    | 8        | 15    | 1     | 13    | 1     | 2     | 43    | 1        | .317  | .352     | .418     | .770  |
| 1987       | 大洋       | 97    | 231   | 198   | 26    | 53    | 10       | 1        | 1        | 68    | 15    | 7     | 7        | 9     | 1     | 22    | 1     | 1     | 30    | 2        | .268  | .342     | .343     | .686  |
| 1988       | 大洋       | 72    | 89    | 80    | 13    | 20    | 6        | 0        | 0        | 26    | 10    | 2     | 0        | 1     | 1     | 7     | 3     | 0     | 16    | 7        | .250  | .307     | .325     | .632  |
| 1989       | 大洋       | 76    | 90    | 76    | 6     | 20    | 6        | 0        | 1        | 29    | 21    | 3     | 1        | 0     | 3     | 10    | 2     | 1     | 16    | 3        | .263  | .344     | .382     | .726  |
| 1990       | 大洋       | 63    | 60    | 54    | 7     | 17    | 1        | 0        | 1        | 21    | 4     | 1     | 1        | 0     | 0     | 6     | 0     | 0     | 10    | 2        | .315  | .383     | .389     | .772  |
| 通算：16年 | 通算：16年 | 1063  | 2619  | 2321  | 342   | 628   | 93       | 22       | 23       | 834   | 176   | 169   | 67       | 95    | 7     | 179   | 7     | 17    | 361   | 36       | .271  | .326     | .359     | .686  |

- 各年度の太字はリーグ最高

### 表彰
- ウエスタン・リーグ首位打者：1回 （1974年）
- ウエスタン・リーグ盗塁王：2回 （1976年、1977年）

### 記録
初記録
- 初出場：1972年9月19日、対南海ホークス25回戦（大阪スタヂアム）、8回表に基満男の代走として出場
- 初安打：1977年7月18日、対ヤクルトスワローズ19回戦（明治神宮野球場）、8回表に山本和行の代打として出場、会田照夫から三塁打
- 初盗塁：1977年7月21日、対広島東洋カープ14回戦（阪神甲子園球場）、5回裏に二盗（投手：高橋里志、捕手：水沼四郎）
- 初先発出場：1978年9月26日、対中日ドラゴンズ25回戦（ナゴヤ球場）、8番・中堅手として先発出場
- 初打点：1978年10月8日、対横浜大洋ホエールズ26回戦（横浜スタジアム）、3回表に斉藤明夫から
- 初本塁打：1979年7月28日、対読売ジャイアンツ19回戦（阪神甲子園球場）、5回裏に江川卓からソロ

節目の記録
- 1000試合出場：1989年10月18日、対広島東洋カープ26回戦（横浜スタジアム）、7回裏に遠藤一彦の代打として出場 ※史上291人目

その他の記録
- オールスターゲーム出場：1回 （1986年）

### 背番号
- 75 （1970年 - 1972年）
- 67 （1973年）
- 35 （1974年 - 1975年）
- 32 （1976年 - 1980年）
- 8 （1981年 - 1982年）
- 22 （1983年）
- 44 （1984年 - 1990年）

## 関連情報

### 著書
- 『生き抜いた21年』（青谷舎,1991年）ISBN 4915822028

### 出演番組
- BASEBALL SPECIAL〜野球道〜
- SWALLOWS BASEBALL L!VE
- プロ野球ニュース（不定期）
- すぽると!
- オールスタープロ野球12球団対抗歌合戦（司会 1992年〔第6回〕 - 1994年〔第8回〕）
- 『たんねるSAGA』ほか地元サガテレビ・テレビ西日本の番組（不定期）

### 連載コラム
いずれも野球コラム
- 加藤博一の代打一発!!（1991年 - 1993年、週刊ファミ通で連載。93年からはやくみつるのイラスト付きで掲載されていた）
- ひろかずの球心を突く（2006年9月19日 - 2007年12月7日、MSNスポーツサイトに全19回連載。外部リンク参照）

### CM
テレビ
- コスモ食品直火焼カレー・ルー、ドレッシング（神奈川県、青森県で放映）

ラジオ
- すまいの一番

### ゲーム
- ヒューマンベースボール（1993年8月6日にヒューマンより発売。スーパーファミコン用ソフト。加藤博一監修）[10]